# Drago (zodiaco cinese)

Drago

Il Drago ( 龙 ) è l'unica creatura mitologica dello Zodiaco cinese. In Cina, i draghi sono associati alla forza, alla salute, all'armonia e alla fortuna; vengono posti al di sopra delle porte o sui tetti per bandire i demoni e gli spiriti maligni. L'Anno del Drago è associato al simbolo della divisione dell'anno 辰.
Nella cultura Cinese, durante gli anni del Drago sono nati più bambini rispetto agli altri anni.

## Gli anni e i cinque elementi
Le persone nate in questi periodi sono nate nell'anno del Drago, aggiungendo il seguente segno elementare:
- 16 febbraio, 1904 - 3 febbraio, 1905: Legno
- 3 febbraio, 1916 - 22 gennaio, 1917: Fuoco
- 23 gennaio, 1928 - 9 febbraio, 1929: Terra
- 8 febbraio, 1940 - 26 gennaio, 1941: Metallo
- 27 gennaio, 1952 - 13 febbraio, 1953: Acqua
- 13 febbraio, 1964 - 1º febbraio, 1965: Legno
- 31 gennaio, 1976 - 17 febbraio, 1977: Fuoco
- 17 febbraio, 1988 - 5 febbraio, 1989: Terra
- 5 febbraio, 2000 - 23 gennaio, 2001: Metallo
- 23 gennaio, 2012 - 9 febbraio, 2013: Acqua
- 10 febbraio, 2024 - 28 gennaio, 2025: Legno

Tale elemento è riferito al solo anno come viene indicato dal Ki delle nove stelle.

## Attributi
Il Drago è onnipotente. Simbolo del potere e della ricchezza, è vistoso, attraente e pieno di forza e vitalità. In Cina, il Drago è il segno dell'Imperatore cinese o l'elemento maschile Yang.
È giusto dire che le persone nate nell'anno del Drago hanno un naturale carisma e sono sicuramente dotate di potenza e fortuna.
È improbabile che passino inosservati ad una festa o che ottengano il secondo posto in una competizione. Il Drago ha una mente attiva e mostra un forte interesse per il mondo che lo circonda. È una persona sicura di sé al punto da sapere come dare una buona impressione. Siccome sono più grandi della vita stessa, i Draghi fanno qualsiasi cosa su larga scala. Sono egoisticamente egocentrici e ambiziosi, al limite della megalomania e non si fermano di fronte ad alcun ostacolo per ottenere ciò che desiderano. Sono persone molto attive e questo è ciò che,a volte, li rende dei partner molto infedeli e anche troppo concentrati su se stessi. Una persona nata in questo anno indossa la corona del destino ed è capace di ottenere grossi risultati, se sa come sfruttare la sua straordinaria energia, l'intelligenza e il talento.
Pur amando essere al centro dell'attenzione, queste persone hanno anche un aspetto coraggioso e caritatevole. Se un amico di un Drago si trova di fronte ad un problema, egli offrirà aiuto, e quando gli altri lasciano il campo di battaglia, il drago fa un passo avanti per risolvere il problema dell'autorità e della dignità. I Draghi richiedono che le azioni, per loro o per gli altri, siano efficienti e sono sorpresi quando gli altri non riescono ad occuparsi di un compito; sono così trasportati dal processo di azioni che non vedono le debolezze delle altre persone.
Impieghi ideali per i Draghi sono: re, ufficiale militare, politico, musicista, poeta, artista, ingegnere biologico e ambientale, operatore di borsa, atleta, direttore di compagnia, esploratore, avvocato e giurista.
Il Drago è molto compatibile con il Topo, la Scimmia, la Capra (o pecora) e il Gallo.

## Attributi tradizionali del Drago e associazioni
| Attributo                     | Attributo tradizionale del Drago e associazione                                   |
| ----------------------------- | --------------------------------------------------------------------------------- |
| Posizione nello Zodiaco       | 5                                                                                 |
| Ore dominanti                 | 7-9                                                                               |
| Direzione                     | Est-Sudest                                                                        |
| Stagione e mese               | Primavera, Aprile                                                                 |
| Gemma                         | Diamante                                                                          |
| Colori                        | Rosso, Nero, Verde, Bianco.                                                       |
| Segno occidentale equivalente | Ariete                                                                            |
| Polarità                      | Yang                                                                              |
| Elemento                      | Terra                                                                             |
| Cibo                          | Frumento, pollame                                                                 |
| Tratti positivi               | Nobile, ambizioso, dignitoso, carismatico, vivace, magnanimo, espansivo, potente. |
| Tratti negativi               | Dogmatico, intollerante, esigente.                                                |
| Stati                         | Cina, Regno Unito, Iran, Danimarca, Giappone, Bulgaria                            |

### Compatibilità
| Elemento | Compatibilità    |
| -------- | ---------------- |
| Topo     | Eccellente       |
| Scimmia  | Molto buona      |
| Lepre    | Molto buona      |
| Serpente | Molto buona      |
| Capra    | Eccellente       |
| Gallo    | Buona            |
| Maiale   | Abbastanza buona |
| Tigre    | Non semplice     |
| Cavallo  | Non semplice     |
| Cane     | Difficile        |
| Bue      | Difficile        |
| Drago    | Molto difficile  |